# 15 august
ianuarie • februarie • martie  • aprilie  • mai  • iunie  • iulie  • august  • septembrie  • octombrie  • noiembrie  • decembrie
15 august este a 227-a zi a calendarului gregorian și a 228-a zi în anii bisecți. Mai sunt 138 de zile până la sfârșitul anului.

## Evenimente

1806: Este pusă piatra de temelie a Arcului de Triumf din Paris, cu ocazia zilei de naștere a lui Napoleon I.

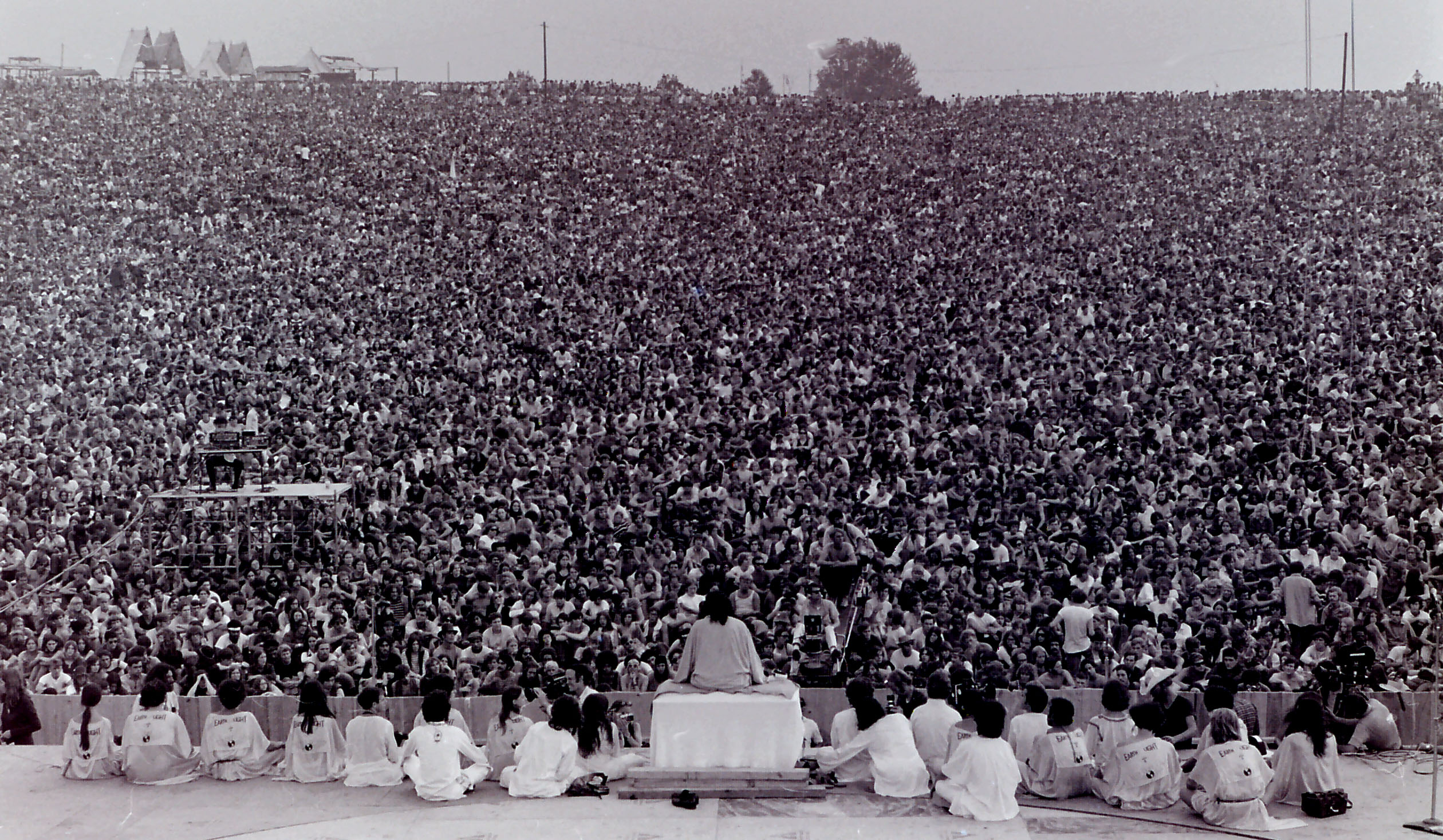
1969: Se deschide festivalul Woodstock.

- 1248: Este pusă piatra de temelie a Domului din Köln.
- 1530: Este terminată construcția Mănăstirii Humor.
- 1534: Ignațiu de Loyola întemeiază Ordinul iezuit.
- 1595: Oastea otomană ocupă Bucureștii. Unele biserici sunt transformate în moschei, iar mănăstirea lui Alexandru Vodă este fortificată.
- 1795: În Franța, livrele sunt înlocuite în mod oficial de franci.
- 1806: Este pusă piatra de temelie a Arcului de Triumf din Paris, cu ocazia zilei de naștere a lui Napoleon I.[1]
- 1843: Are loc deschiderea Parcului Tivoli din Copenhaga.
- 1870: În „Convorbiri Literare” a fost publicat poemul eminescian „Epigonii”.
- 1888: A apărut la București cotidianul „Adevărul”. Primul director a fost Alexandru V. Beldiman.
- 1914: Este inaugurat Canalul Panama (79,6 km lungime, 30-300 m lățime și 14 m adâncime). O ceremonie oficială de deschidere este omisă din cauza izbucnirii Primului Război Mondial în Europa.
- 1923: În Weimar începe prima expoziție a Școlii de artă Bauhaus.
- 1931: A apărut primul număr al ziarului „Scânteia”.
- 1944: Începe Operațiunea Dragoon, invazia sudului Franței de către Aliați
- 1945: Împăratul Hirohito anunță la radio (Gyokuon-hōsō) capitularea necondiționată a Japoniei.
- 1947: Proclamarea independenței Indiei. Sărbătoare națională.
- 1947: În România se adoptă o nouă reformă monetară. În sume limitate, în funcție de profesia deținătorilor, schimbarea banilor s-a făcut la raportul de 20.000 lei vechi pentru 1 leu nou. Familiile de țărani puteau schimba cel mai mult: 5 milioane de lei, iar dacă aveau dovada că au livrat statului cota de produse mai aveau voie să schimbe în plus 2,5 milioane. Urmau apoi salariații, pensionarii și cei cu profesii liberale recunoscute oficial, cu 3 milioane de lei. Restul a avut dreptul să schimbe 1,5 milioane de lei vechi. Sumele neschimbate s-au blocat în conturi.
- 1948: În partea de sud a Peninsulei Coreene, este fondată Republica Coreea.
- 1960: Proclamarea independenței Republicii Congo.
- 1969: Se deschide festivalul Woodstock.
- 1971: Bahrain își câștigă independența față de Marea Britanie.
- 1975: În timpul loviturii militare de stat din Bangladesh, prim-ministru Mujibur Rahman și familia lui sunt uciși.
- 1993: În Paraguay, dictatura militară a generalului Andrés Rodríguez se termină. Juan Carlos Wasmosy devine primul președinte al țării ales democratic.
- 2004: Prințul Hans-Adam al II-lea transferă în mod oficial puterea de a lua decizii guvernamentale de zi cu zi fiului său cel mare, Prințul Moștenitor Alois. Din punct de vedere legal, Hans-Adam rămâne șef de stat.
- 2007: Un cutremur puternic de magnitudine 8 a lovit coasta Pacificului devastând Ica și diferite regiuni ale Peru omorând 514 oameni și rănind 1090.
- 2013: Institutul Smithsonian anunță descoperirea bassaricyon neblina, un mamifer din familia ratonilor, prima specie nouă de carnivore găsită în America în 35 de ani.
- 2021: Talibanii afgani capturează capitala Kabul; guvernul afgan se predă talibanilor.[2] Președintele Ashraf Ghani și vicepreședintele Amrullah Saleh au părăsit țara și se află în Tadjikistan [3] Cinci mii de combatanți ilegali sunt eliberați din închisoarea militară a bazei aeriene Bagram, fostă cea mai mare bază aeriană americană din țară.[4]
- 2025: Summit Rusia-Statele Unite: Președintele american Trump se întâlnește cu președintele rus Putin în Alaska pentru a discuta un plan de soluționare a conflictului din Ucraina.[5] Ei pleacă fără un acord concret sau o încetare a focului.[6]

## Nașteri
- 1171: Alfonso al IX-lea, rege al Leonului (d. 1230)
- 1195: Anton de Padova, franciscan, teolog portughez (d. 1231)
- 1735: Frederic Albert, Prinț de Anhalt-Bernburg (d. 1796)
- 1744: Conrad Moench, farmacist, chimist și botanist german (d. 1805)

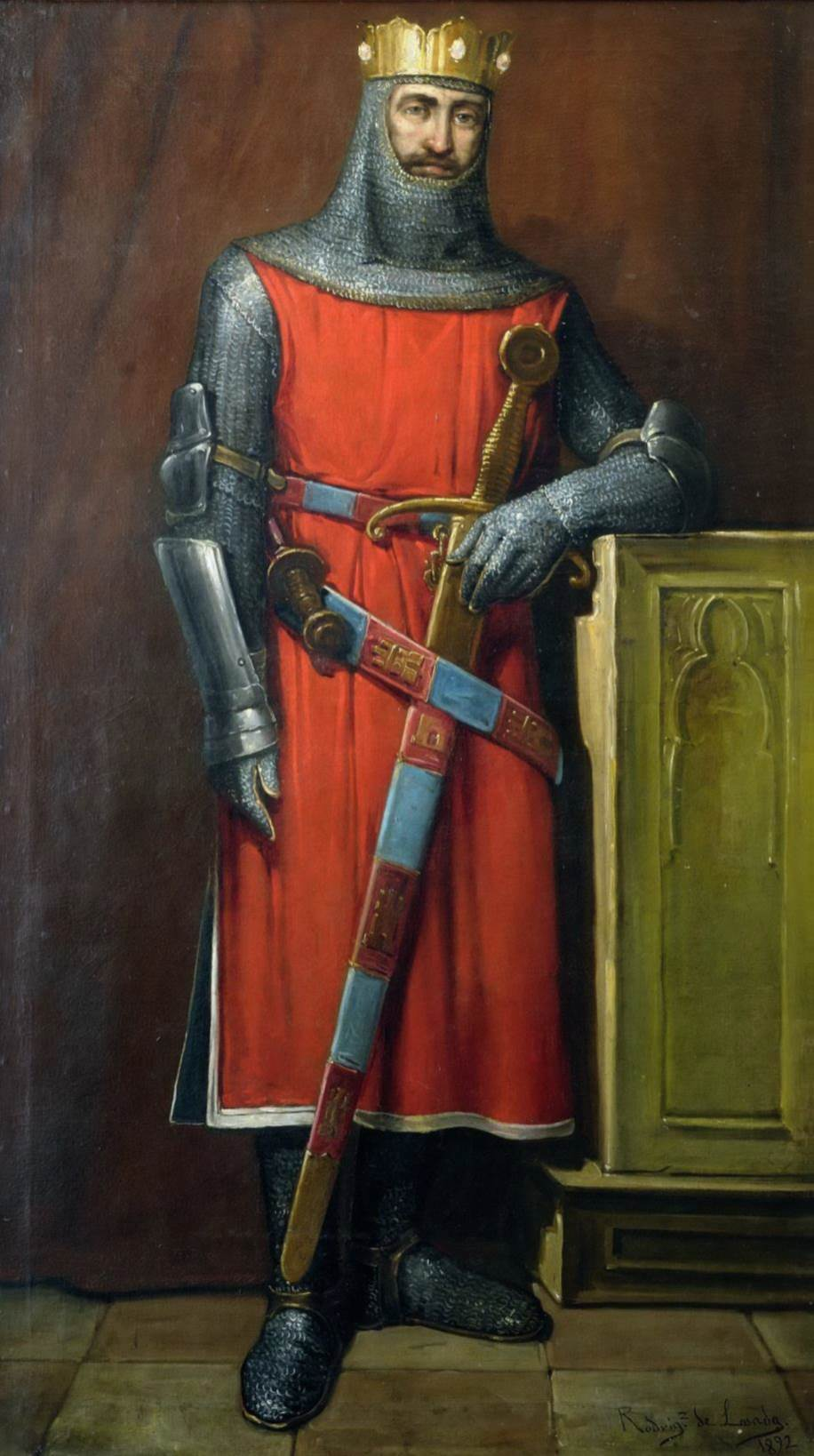
Alfonso al IX-lea, rege al Leonului
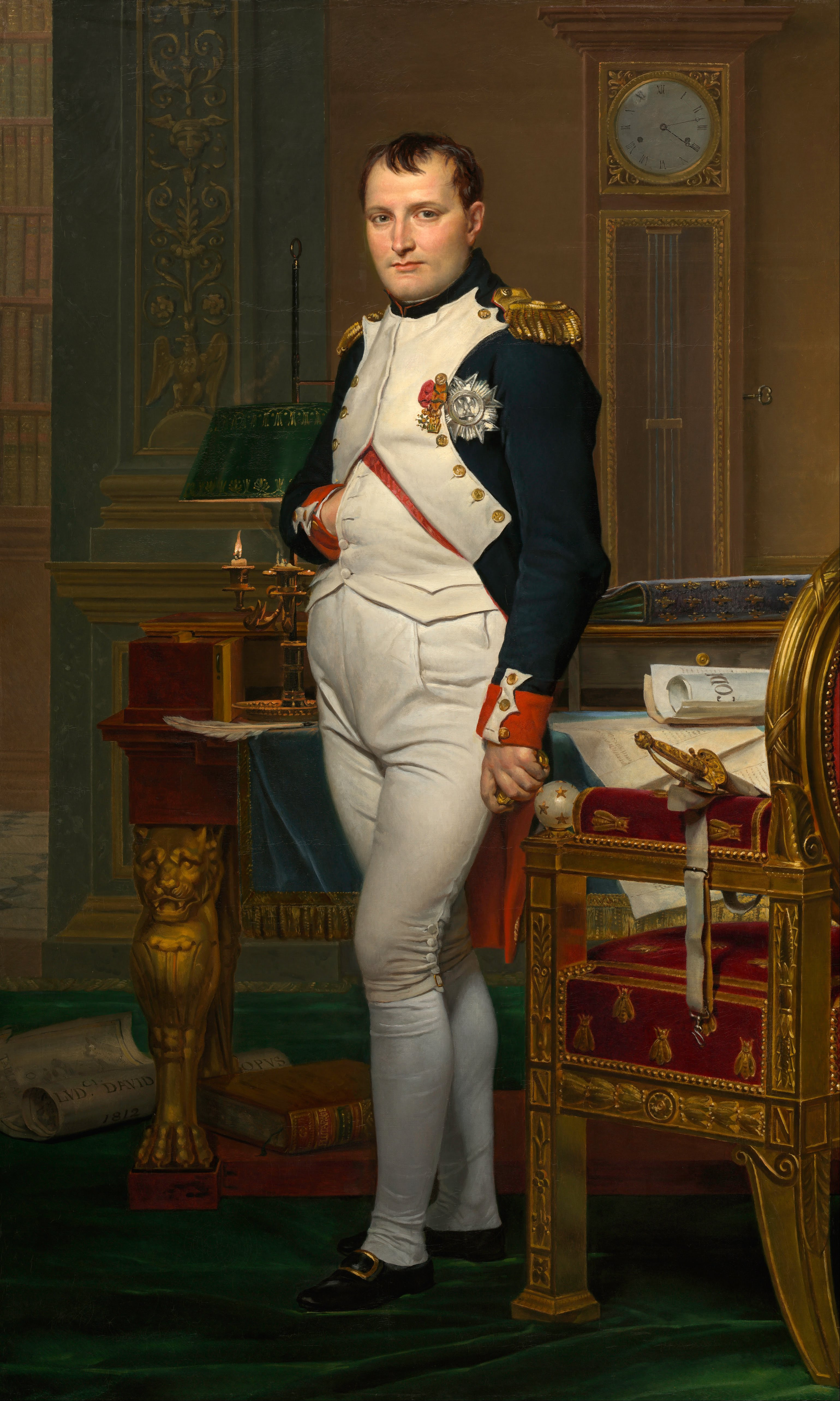
Napoleon Bonaparte, împărat al Franței
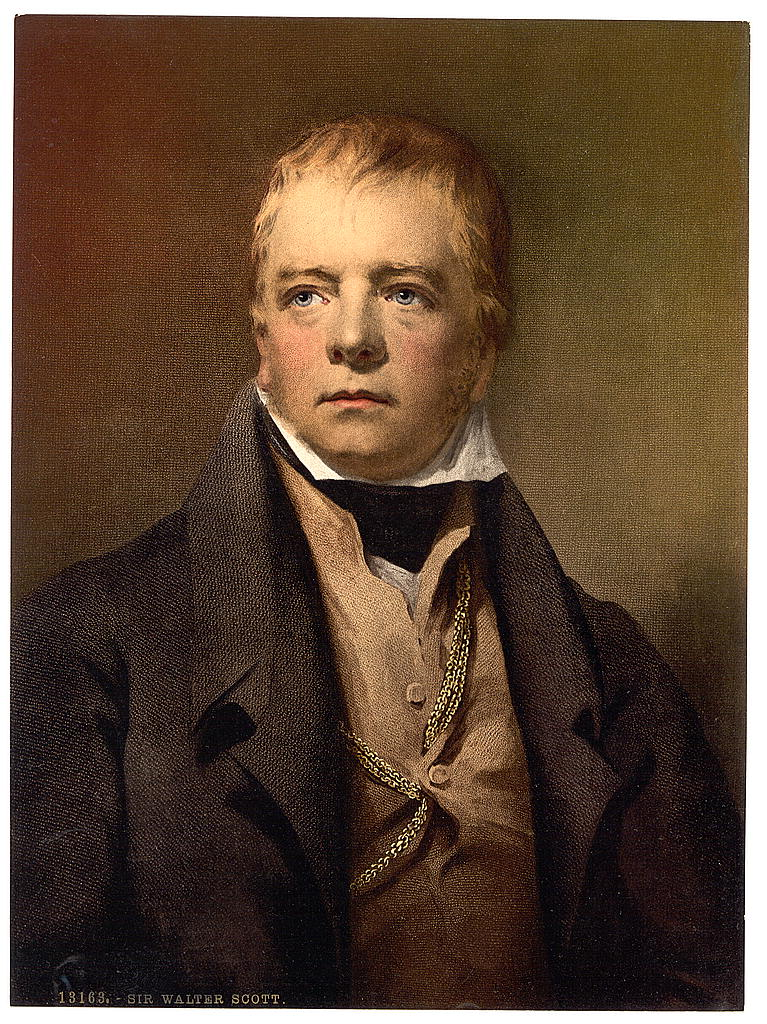
Walter Scott, romancier britanic

- 1769: Napoleon Bonaparte, general, om de stat și împărat al Franței (d. 1821)
- 1796: John Torrey, botanist nord-american (d. 1873)
- 1807: Jules Grévy, politician francez, al 3-lea președinte al Republicii Franceze (d. 1891)
- 1771: Walter Scott, poet și romancier britanic din Scoția (d. 1832)
- 1794: Elias Magnus Fries, botanist suedez (d. 1878)
- 1838: Constantin Erbiceanu (Constantin Ionescu) istoric literar (d. 1913)
- 1858: Michael Hainisch, politician austriac, primul președinte al Austriei în perioada 1920-1928 (d. 1940)
- 1865: Mikao Usui, fondator japonez al medicinii alternative Reiki  (d. 1926)
- 1872: Sri Aurobindo,  scriitor, filozof și yoghin indian (d. 1950)
- 1883: Ivan Meštrović, sculptor croat și profesor de sculptură  (d. 1962)
- 1885: Edna Ferber, scriitoare american (d. 1968)
- 1892: Louis Victor de Broglie, fizician francez, laureat al Premiului Nobel (d. 1987)
- 1896: Sică Alexandrescu, regizor român (d. 1973)
- 1898: Jan Brzechwa, scriitor și poet polonez (d. 1966)
- 1903: Ștefan-Marius Milcu, medic endocrinolog, biolog și antropolog (d. 1997)
- 1909: Ecaterina Ciorănescu-Nenițescu, personalitate a chimiei românești, membră a Academiei Române (d. 2000)
- 1910: Zoe Băicoianu, sculptoriță și ceramistă (d. 1987)
- 1912: Julia Child, bucătar profesionist american, autor și vedetă de televiziune (d. 2004)
- 1912: Grigore Gheba, general de armată și matematician român (d. 2004)
- 1917: Óscar Romero, arhiepiscop, opozant al dictaturii militare din El Salvador (d. 1980)
- 1923: Rose Marie, actriță americană (d. 2017)
- 1924: Robert Bolt, autor britanic  (d. 1995)

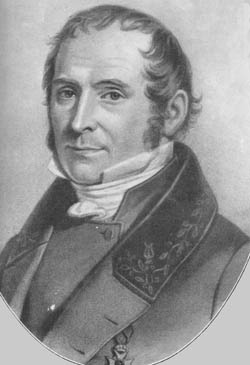
Elias Magnus Fries, botanist suedez
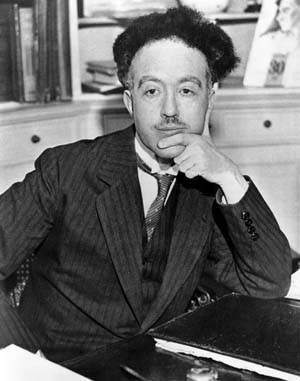
Louis Victor de Broglie, fizician francez, laureat Nobel
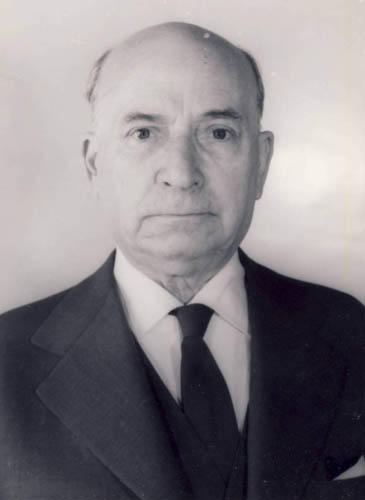
Sică Alexandrescu, regizor român

- 1924: Selma Meerbaum-Eisinger, scriitoare evreică de limbă germană  (d. 1942)
- 1925: Oscar Peterson, pianist și compozitor de jazz canadian (d. 2007)
- 1926: Konstantinos Stefanopoulos, politician grec și președinte de stat (d. 2016)
- 1931: Richard F. Heck, chimist american (Reacția Heck), laureat Nobel  (d. 2015)
- 1933: Lori Nelson, actriță americană (d. 2020)
- 1940: Gudrun Ensslin, teroristă germană (RAF) (d. 1977)
- 1942: Klára Sebők, actriță română
- 1943: María Rojo, actriță mexicană și senatoare
- 1946: Anatoli Kvașnin, general de armată rus, șef al Statului Major al Forțelor Militare Ruse (1997–2004) (d. 2022)
- 1950: Prințesa Anne a Marii Britanii
- 1954: Stieg Larsson, jurnalist și scriitor suedez de romane polițiste  (d. 2004)
- 1955: Ion Dumitru, politician român
- 1957: Ovidiu Bufnilă, eseist și prozator român de science-fiction
- 1960: Mircea Ciopraga, politician român
- 1962: Dimitar Glavchev, politician bulgar, prim-ministru al Bulgariei (2024–2025)

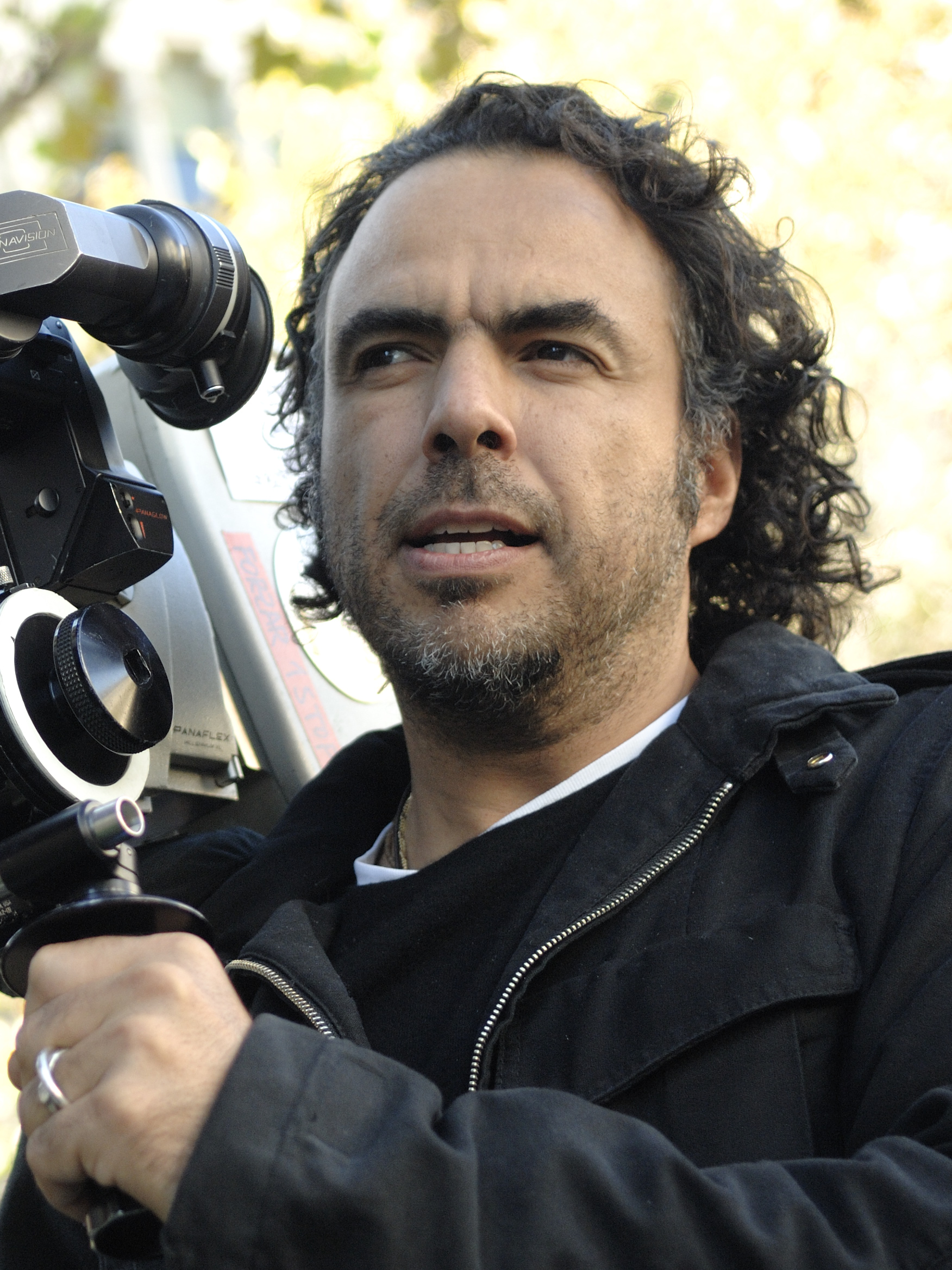
Alejandro González Iñárritu, regizor mexican
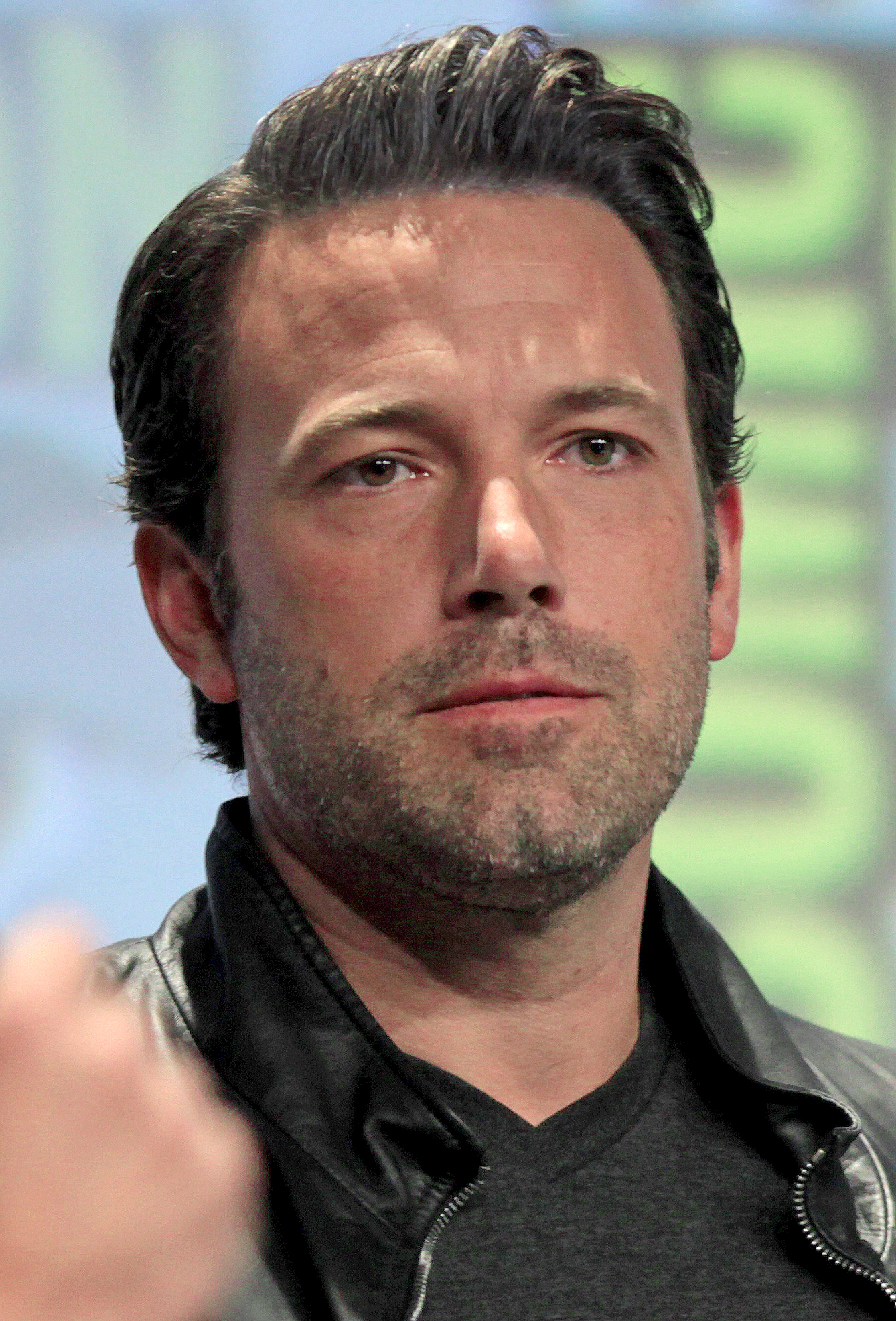
Ben Affleck, actor american
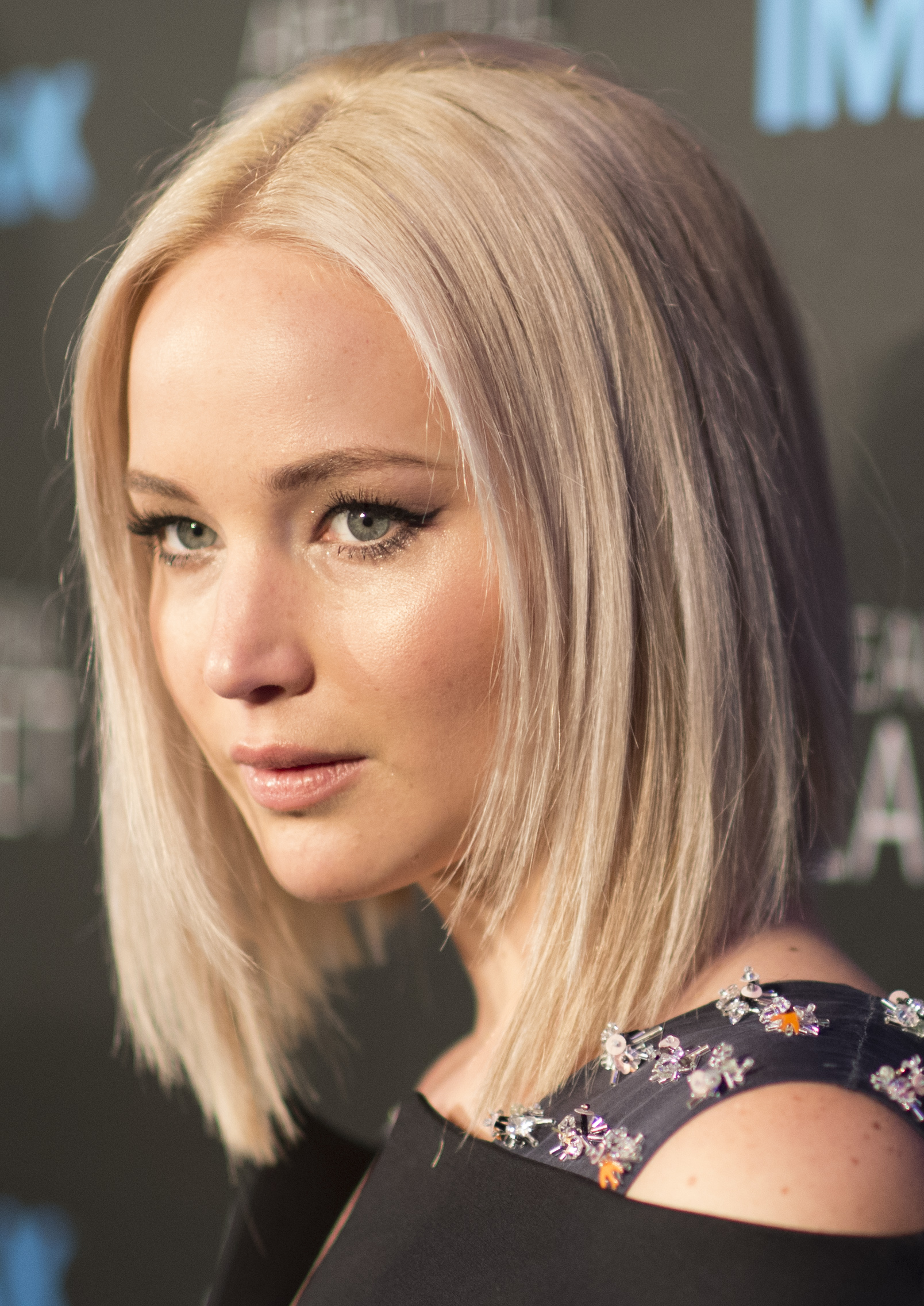
Jennifer Lawrence, actriță americană

- 1963: Alejandro González Iñárritu, regizor de film mexican
- 1970: Chris Byrd, boxer american
- 1972: Ben Affleck, actor american
- 1974: Gry Bay, actriță și cântăreață daneză
- 1975: Yoshikatsu Kawaguchi, portar de fotbal japonez
- 1976: Abiy Ahmed Ali, politician etiopian
- 1976: Denis Ștefan, actor român
- 1976: Boudewijn Zenden, fotbalist olandez
- 1977: Zsolt Nemcsik, scrimer maghiar
- 1983: Alain Cantareil, fotbalist francez
- 1983: Timati, rapper rus
- 1985: Ana-Maria Cătăuță, deputat român
- 1986: Bogdan Dinu, boxer român
- 1986: Natalia Kills, muziciană, actriță și textieră americană
- 1989: Belinda, actriță și cântăreață mexicană
- 1989: Mario Kirev, fotbalist bulgar
- 1990: Jennifer Lawrence, actriță americană
- 1993: Diana Chelaru, gimnastă română
- 1993: Alex Oxlade-Chamberlain, fotbalist englez
- 1996: Iulia Dumanska, handbalistă ucraineană și română

## Decese
- 0423: Honorius, împărat roman (n. 384)
- 0465: Libius Severus, împărat roman (n. 420)
- 1038: Ștefan I al Ungariei (n. 975)
- 1057: Macbeth al Scoției
- 1369: Filipa de Hainault, soția regelui Eduard al III-lea al Angliei (n. 1314)
- 1506: Alexander Agricola, compozitor german-olandez
- 1576: Valentin Bakfark, compozitor brașovean
- 1666: Adam Schall von Bell, astronom iezuit, consilier al împăratului Chinei (n. 1592)
- 1714: Constantin Brâncoveanu, domn al Țării Românești (n. 1654)
- 1728: Marin Marais, compozitor și violist francez (n. 1656)

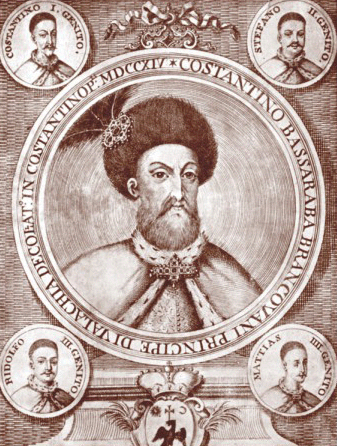
Constantin Brâncoveanu, domn al Țării Românești
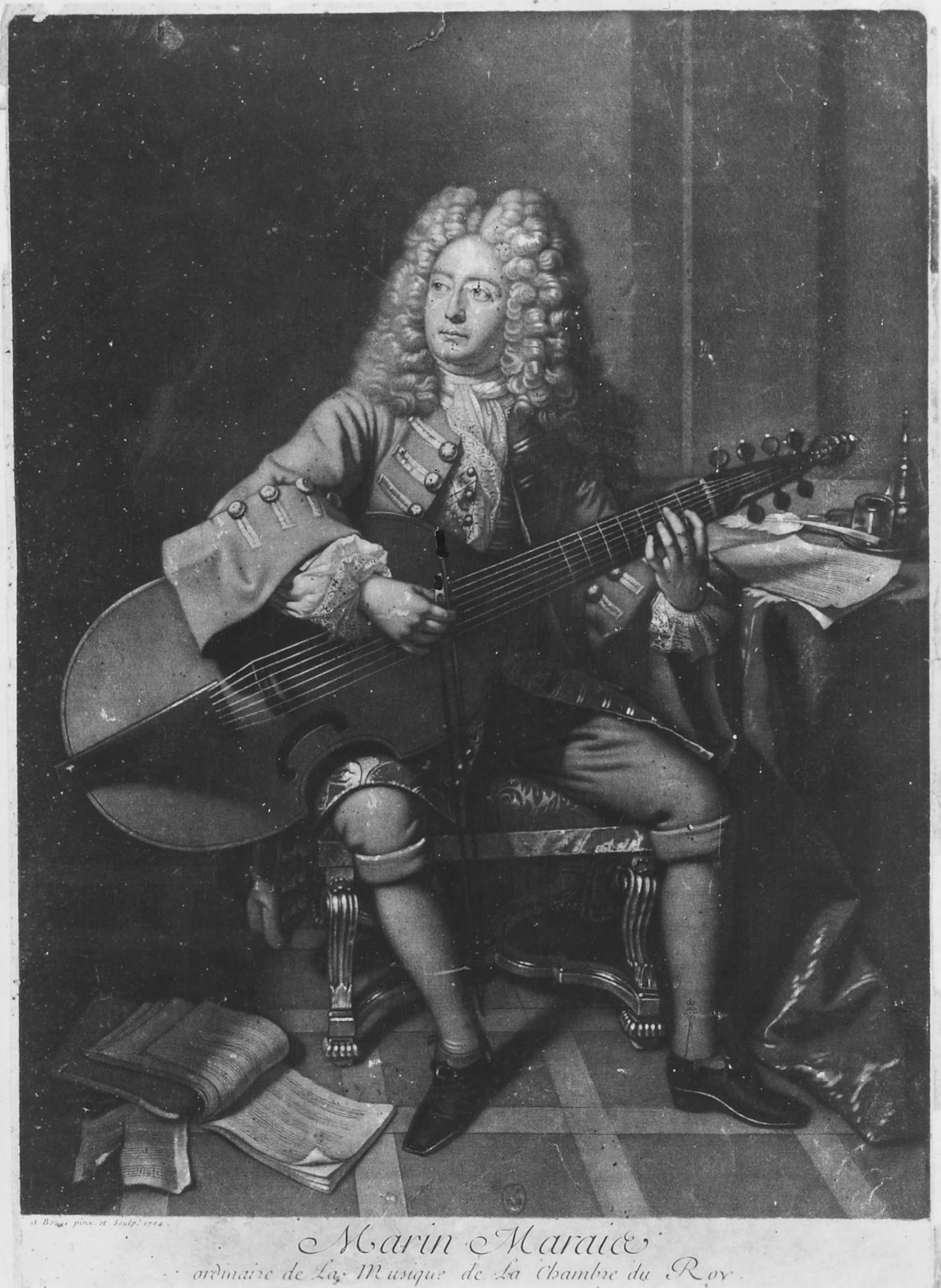
Marin Marais, compozitor și violist francez
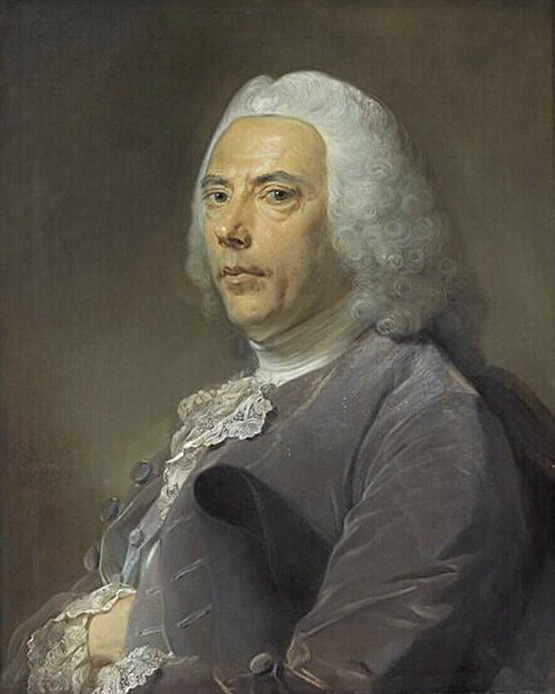
Pierre Bouguer, matematician, astronom francez

- 1758: Pierre Bouguer, matematician și astronom francez (n. 1698)
- 1815: Richard Bassett, politician american
- 1884: Julius Friedrich Cohnheim, pathologist german
- 1852: Johan Gadolin, chimist finlandez (n. 1760)
- 1907: Joseph Joachim, violonist austriac de origine maghiară (n. 1831)
- 1909: Laura Theresa Alma-Tadema, pictoriță engleză (n. 1852)
- 1935: Will Rogers, actor american (n. 1879)
- 1935: Paul Signac, pictor francez (n. 1863)
- 1936: Grazia Deledda, scriitoare italiană, laureat al Premiului Nobel (n. 1871)
- 1944: Ștefania Mărăcineanu, fiziciană română (n. 1882)
- 1967: René Magritte, pictor belgian (n. 1898)
- 1909: Euclides da Cunha, autor brazilian, sociolog și inginer militar
- 1910: Constantin Fahlberg, industriaș german și chimist

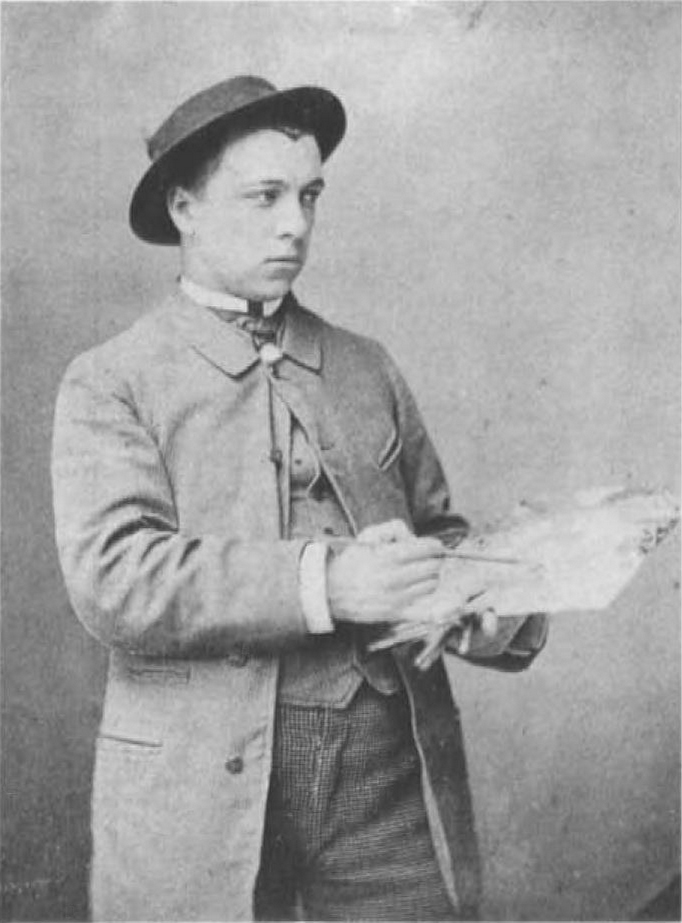
Paul Signac, pictor francez
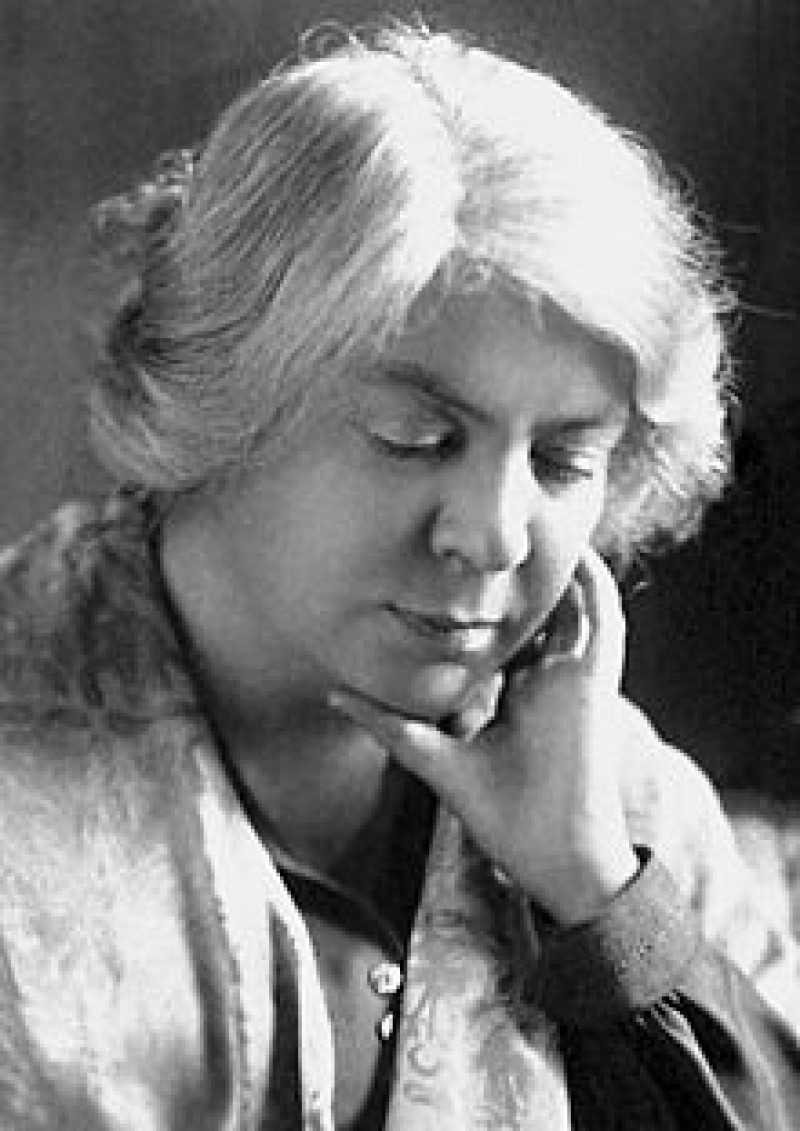
Grazia Deledda, scriitoare italiană, laureată Nobel
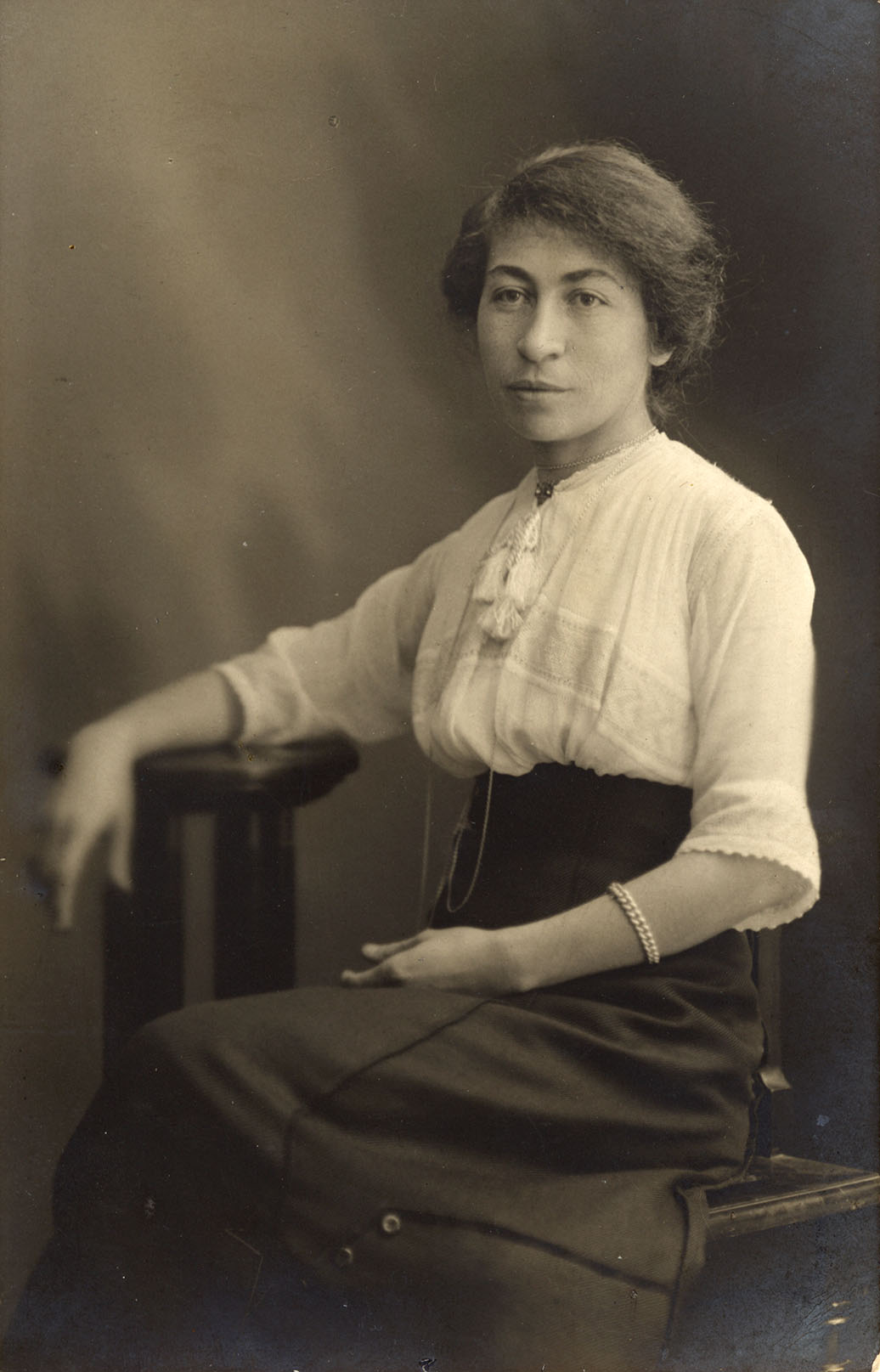
Ștefania Mărăcineanu, fiziciană română

- 1935: Traian Moșoiu, general român (n. 1868)
- 1953: Ludwig Prandtl, fizician german
- 1971: Paul Lukas, actor ungar-american
- 1990: Viktor Țoi, cântăreț rock, poet și actor rus cu origini coreene, lider al trupei Kino (n. 1962)
- 1992: Anda Călugăreanu, cântăreață și actriță română (n. 1946)
- 2007: Alexandru Dan Condeescu, critic literar român (n. 1950)
- 2009: Florin Bogardo, compozitor și interpret român de muzică ușoară (n. 1942)
- 2010: Franz Freiherr von Hammerstein-Equord, teolog evanghelic german
- 2012: Harry Harrison, autor american de literatură științifico-fantastică (n. 1925)
- 2013: Sławomir Mrożek, scriitor polonez și dramaturg
- 2014: Licia Albanese, soprană americană (n. 1909)
- 2017: Viorel Cosma, muzicolog, lexicograf și critic muzical român (n. 1923)
- 2017: Mircea Plângău, regizor român (n. 1955)
- 2017: Septimiu Sever, actor român (n. 1926)
- 2021: Gerd Müller, fotbalist german (n. 1945)

## Sărbători
- calendarul creștin ortodox, romano-catolic, greco-catolic: Adormirea Maicii Domnului
- calendarul anglican: Sfânta Maria.
- România: Ziua Marinei Române
  - Ziua Artileriei Antiaeriene și a Rachetiștilor (România)
- India: Independența față de Marea Britanie (1947)
- Italia: Ferragosto
- Republica Congo: Independența față de Franța (1960)
- Liechtenstein: Sărbătoare națională
- Coreea de Nord și Coreea de Sud: Gwangbokjeol - „Ziua eliberării de sub colonialismul japonez”, Coreea de Sud; Jogukhaebangui nal, Coreea de Nord
- Polonia: Ziua Forțelor Armate
- Japonia: Ziua principală a Festivalului O-bon,
- SUA: Ziua Victoriei asupra Japoniei